# Haemanthus humilis
Haemanthus humilis är en amaryllisväxtart som beskrevs av Nikolaus Joseph von Jacquin. Haemanthus humilis ingår i släktet Haemanthus och familjen amaryllisväxter.

## Underarter
Arten delas in i följande underarter:
- H. h. hirsutus
- H. h. humilis

## Bildgalleri

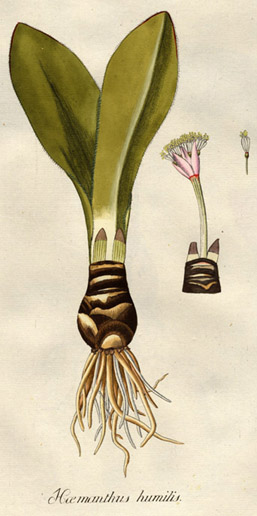
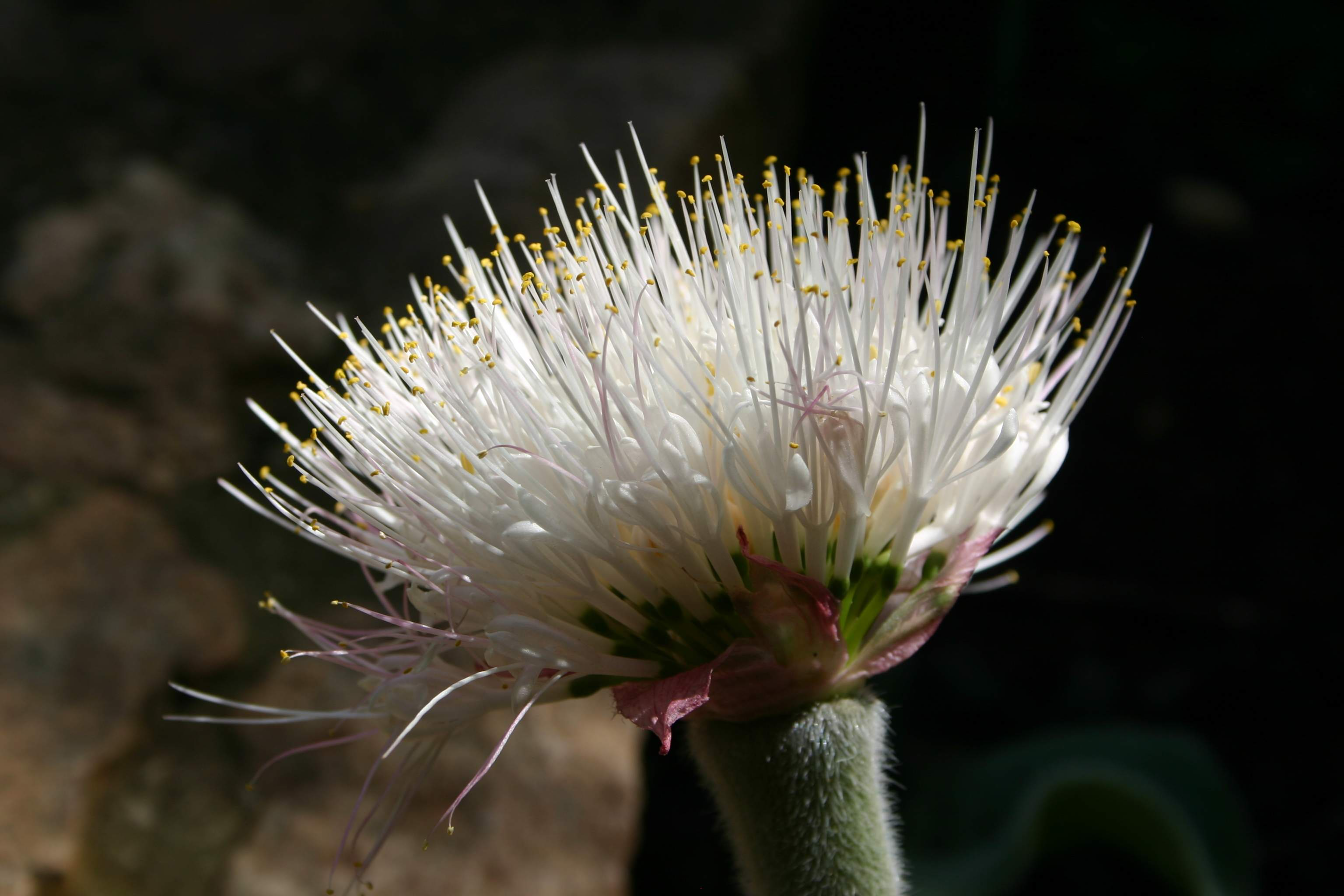
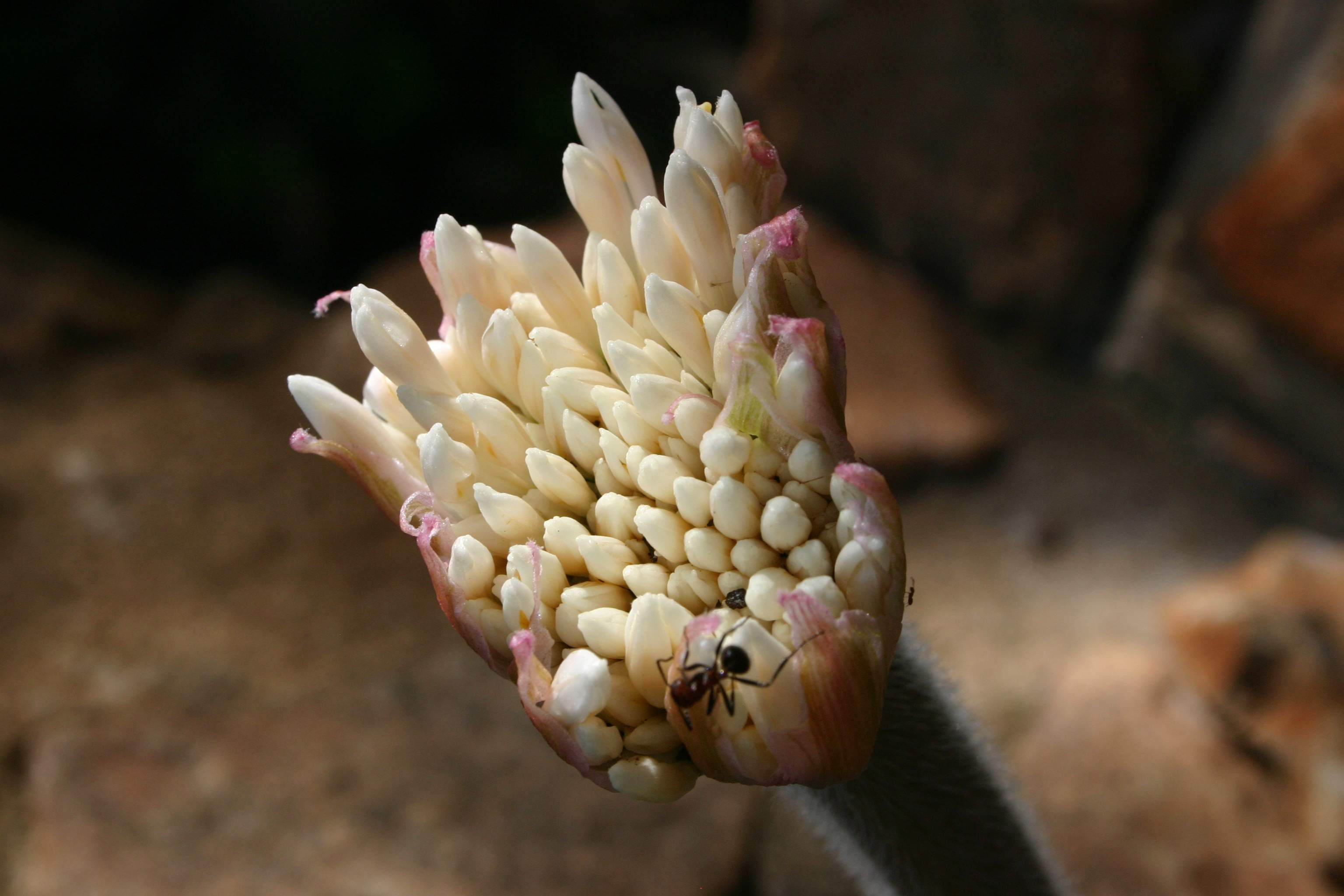
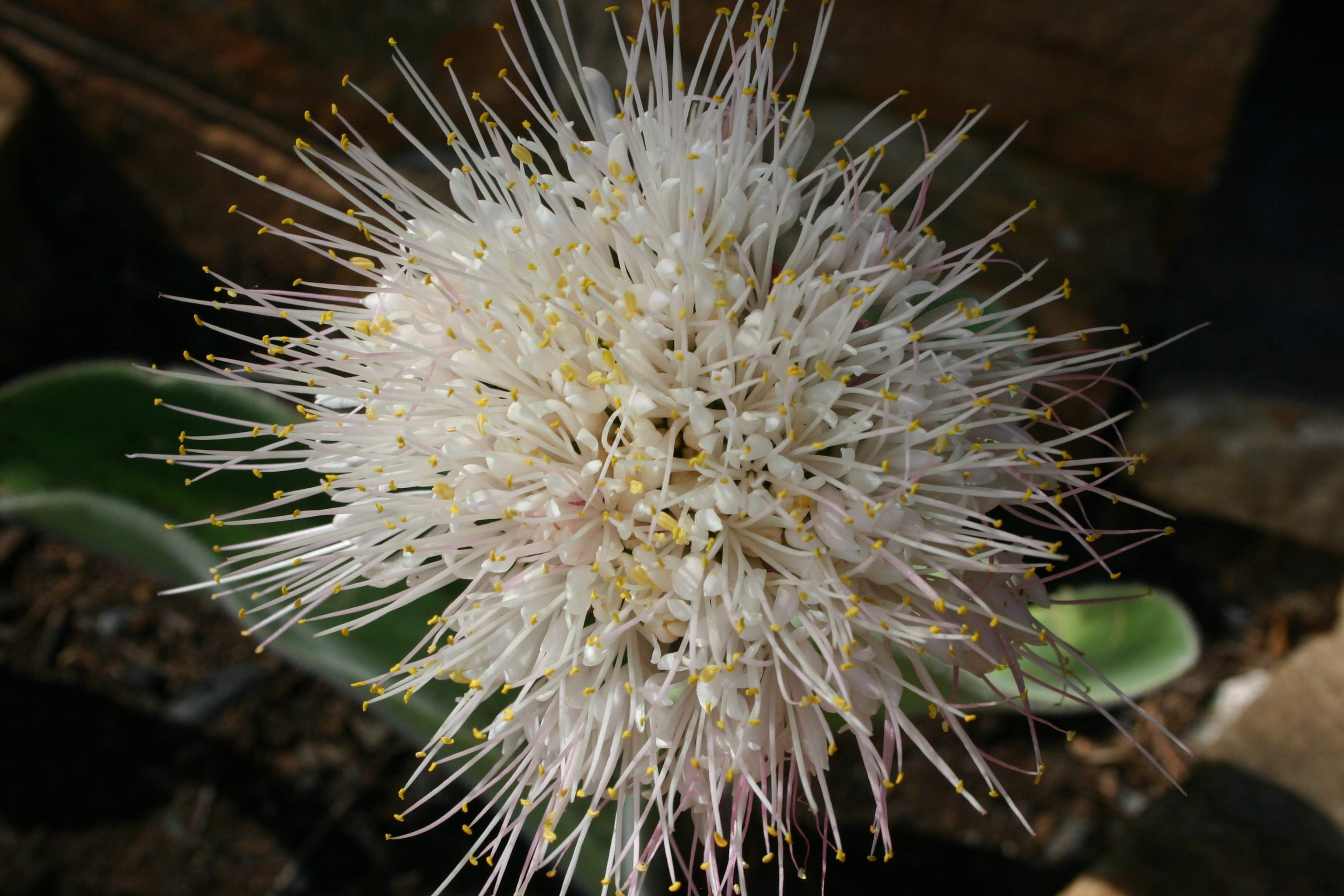